# Williams FW11
Der FW11 ist ein Rennwagen, den das Williams-F1-Team in der Formel-1-Saison 1986 einsetzte. Eine leicht modifizierte Version, der FW11B, folgte in der Saison 1987. 1986 war der FW11 der dominante Wagen im Feld und erzielte neun Siege. Williams-Honda gewann damit die Konstrukteursweltmeisterschaft; den Fahrertitel verteidigte jedoch McLaren-Fahrer Alain Prost. 1987 errang der FW11B erneut neun Siege, Williams-Honda gewann erneut den Konstrukteurstitel und Nelson Piquet erzielte seinen letzten von insgesamt drei WM-Titeln.

## Hintergrund
Das Team Williams war Ende der Saison 1983 eine Partnerschaft mit dem japanischen Hersteller Honda eingegangen. Nach anfänglichen Schwierigkeiten stellten sich erste Erfolge ein und gegen Ende der Saison 1985 entwickelte sich der turbogeladene Honda-Motor zum führenden Antrieb im Teilnehmerfeld. Die beiden Williams-Fahrer Keke Rosberg und Nigel Mansell gewannen fünf Rennen. Rosberg verließ am Saisonende das Team und ging zu McLaren, dafür wurde, auch auf Betreiben Hondas, für die neue Saison der zweimalige Weltmeister Nelson Piquet als neuer Nummer-1-Fahrer verpflichtet. Mansell verblieb als zweiter Fahrer im Team.

## Entwurf und Konstruktion des FW11

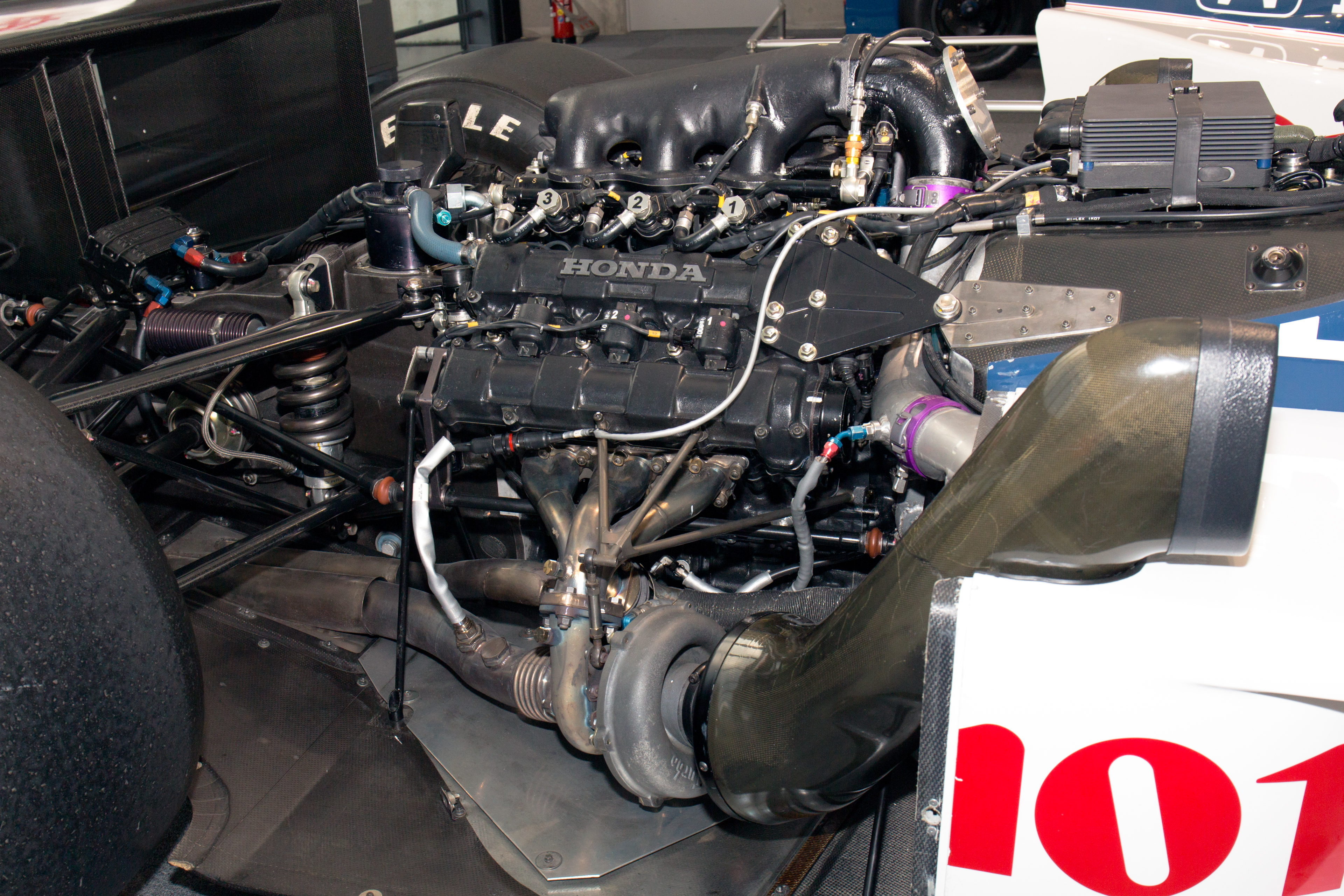
Williams FW11 mit dem Honda RA166E-Motor

Der FW11 wurde von Patrick Head und Frank Dernie entworfen. Er hatte einen Honda-V6-1,5-Liter-Turbomotor, ein manuell zu schaltendes Sechsganggetriebe von Hewland und Karbon-Bremsscheiben. Um das veränderte Reglement zu erfüllen, das eine reduzierte maximale Treibstoffmenge von 195 Litern (statt vormals 220 Litern) vorsah, entwarf Williams zusammen mit Benzinlieferant Mobil eine schmalere Benzinkammer. Dies ermöglichte (im direkten Vergleich zum FW10-Vorgängermodell) auch ein deutlich niedrigeres Auto mit einem günstigeren Schwerpunkt. Die Karosserie so schmal und niedrig wie möglich zu gestalten, war laut Aerodynamiker Frank Dernie eine wesentliche Vorgabe beim Entwurf des FW11, denn im Vergleich zu den Motoren der direkten Konkurrenten Renault und TAG-Porsche hatte der Honda-Motor größere Ausmaße. Honda steuerte zusätzlich ein neues Motor-Management-System bei, das eine direkte Telemetrie-Übertragung vom Auto in die Box ermöglichte. Der Honda-Motor leistete unter Rennbedingungen 900 bhp; er konnte mit vier verschiedenen Ladedruckeinstellungen gefahren werden. Dazu kam als Neuerung der eingebaute Sprechfunk, der während des Rennens einen Austausch zwischen Fahrer und Boxenleitstand ermöglichte.

## Saisonverlauf 1986
Vor Saisonbeginn zog sich Teambesitzer Frank Williams bei einem Autounfall lebensbedrohliche Verletzungen zu. Patrick Head übernahm in seiner Vertretung die Teamleitung. Im Saisonverlauf gewann das Team neun Rennen, Mansell fünf, Piquet vier. Intern entwickelte sich eine harte Rivalität zwischen den Fahrern Nelson Piquet und Nigel Mansell; Piquet als Nummer-1-Fahrer zeigte sich unzufrieden, dass das Team ihm keinen bevorzugten Status einräumte. Vor dem Saisonfinale im australischen Adelaide hatten beide ebenso wie Alain Prost im McLaren-TAG die Möglichkeit, Weltmeister zu werden; WM-Führer Mansell verlor durch einen geplatzten Hinterreifen alle Titelchancen. Piquet wurde nach dem in der Folge erzwungenen Boxenstopp nur Zweiter hinter dem Sieger Prost, der so seinen zweiten Titel gewann.

## FW11B
Ursprünglich war für die Saison 1987 eine Neukonstruktion geplant. Williams setzte jedoch eine wenig abgewandelte B-Version des FW11 ein, nachdem Honda den für 1987 erwarteten niedrigeren Motor mit tieferem Schwerpunkt nicht lieferte. Unter anderem sollte der Ölfilter an der Seite statt unter der Kurbelwelle liegen. Das zu diesem Motor passende Fahrzeug war fast fertig entwickelt, als klar wurde, dass es bei dem alten, höheren Typ bleiben würde. So musste die überarbeitete Konstruktion aus dem Vorjahr weiter verwendet werden. Die letztlich vorgestellte B-Version des FW11 hatte ein neu gestaltetes Cockpit mit einer noch tiefer liegenden Sitzposition des Fahrers, das so den Luftstrom zum Heckflügel verbesserte. Dadurch war der Abtrieb des FW11B im Vergleich zum Vorgängermodell deutlich stärker. Honda lieferte im Laufe der Saison mit dem RA168G eine weitere Ausbaustufe seines Motors, der zunächst 13.000 Umdrehungen pro Minute und 950 bhp leisten konnte. Laut Projektleiter Osamu Goto wurden während der Saison vier verschiedene Ausbaustufen des RA168G genutzt. Diese Motoren waren noch einmal günstiger im Benzinverbrauch als die vorherigen Modelle.

## Saisonverlauf 1987

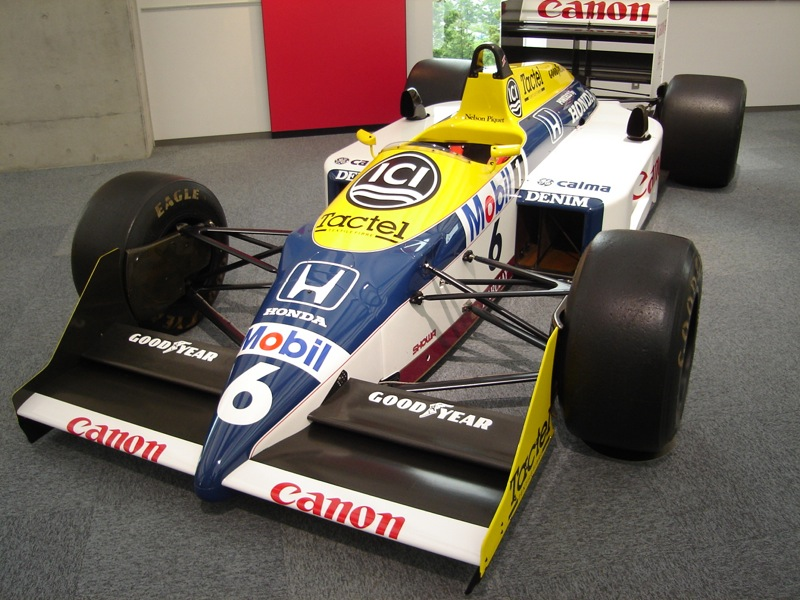
Der Williams FW11B Honda Turbo

Mit der leicht modifizierten B-Version des FW11 dominierte Williams auch die Saison 1987. Mansell gewann sechs Rennen. Piquet, der beim Rennwochenende von Imola einen schweren Trainingsunfall in der Tamburello-Kurve hatte und danach während der ganzen Saison unter Beeinträchtigungen litt, gewann drei Rennen. Dennoch war Piquets Leistung als Fahrer im Saisonverlauf weniger schwankend, während Mansell durch (eigenverursachte) Unfälle und technische Schäden zurückgeworfen wurde. Gegen Ende der Saison nutzte Piquet an seinem Auto die aktive Radaufhängung und gewann damit den Großen Preis von Italien; Mansell dagegen war nach unguten Erfahrungen mit der neuen Technik skeptisch und fuhr mit konventioneller Aufhängung. Piquet gewann beim vorletzten Lauf in Japan kampflos den Fahrertitel, nachdem Mansell nach einem Unfall im freien Training verletzungsbedingt nicht an den Start gehen konnte. Er wurde im letzten Rennen durch Riccardo Patrese ersetzt. Dazu verteidigte das Team komfortabel die Konstrukteursweltmeisterschaft. Honda beendete die Partnerschaft jedoch am Ende des Jahres und entschied sich, 1988 McLaren und Lotus zu beliefern. Teamchef Frank Williams führte diese Entscheidung unter anderem auf Hondas Misstrauen in seine Fähigkeit zurück, das Team nach seiner unfallbedingten Querschnittslähmung weiter effektiv zu leiten.